# Japan Soccer League 1969
La temporada 1969 de la Japan Soccer League fue el quinto campeonato de Primera División del fútbol japonés organizado por la Japan Soccer League. El torneo se desarrolló en una rueda de todos contra todos desde el 6 de abril de 1969 y el 30 de noviembre de 1969. 
El Mitsubishi Motors gana el título por primera vez en su historia.

## Clasificación
| Pos | Equipo             | Pts | PJ | G  | E | P  | GF | GC | DIF  |
| --- | ------------------ | --- | -- | -- | - | -- | -- | -- | ---- |
| 1.  | Mitsubishi Motors  | 24  | 14 | 10 | 4 | 0  | 29 | 8  | ＋21 |
| 2.  | Toyo Kogyo         | 21  | 14 | 10 | 1 | 3  | 31 | 10 | ＋21 |
| 3.  | Yawata Steel       | 15  | 14 | 5  | 5 | 4  | 24 | 23 | ＋1  |
| 4.  | Furukawa Electric  | 14  | 14 | 5  | 4 | 5  | 20 | 20 | ±0   |
| 5.  | Yanmar Diesel      | 13  | 14 | 6  | 1 | 7  | 25 | 25 | ±0   |
| 6.  | Nippon Kokan       | 11  | 14 | 4  | 3 | 7  | 18 | 32 | －14 |
| 7.  | Hitachi            | 10  | 14 | 3  | 4 | 71 | 17 | 27 | －10 |
| 8.  | Nagoya Mutual Bank | 4   | 14 | 2  | 0 | 12 | 12 | 31 | －19 |

|  |            |
|  | Campeón.   |
|  | Promoción. |

### Promoción
| JSL                | Ida | Vuelta | Copa Amateur           |
| ------------------ | --- | ------ | ---------------------- |
| Hitachi            | 2-0 | 1-0    | Kofu Club (Subcampeón) |
| Nagoya Mutual Bank | 2-0 | 2-1    | Urawa Club (Campeón)   |

No hubo descensos.